# تشارلز سكيبر
تشارلز ميلن سكيبر (26 فبراير 1905- في أو بعد 4 أبريل 1944)، مثقف اقتصادي واشتراكي، انضم إلى هيئة العمليات البريطانية الخاصة  للعمل في فرنسا المحتلة خلال الحرب العالمية الثانية، وقام بعمليات تخريب وتجسس حتى وقع في الأسر. تعرض للتعذيب أثناء الاستجواب ثم قتل على يد الغيستابو.

## حياته قبل الحرب
وُلد سكيبر في ريتشموند، لندن، وهو ابن هنري وماري سكيبر. أمضى هو وشقيقته الصغرى (مابيل ماري المعروفة باسم ماري) معظم حياتهما المبكرة في فرنسا خاصة في باريس، لكنه درس في مدرسة الملكة إليزابيث في كرانبروك من سبتمبر 1914 إلى يوليو 1920. كان طالبًا ذكيًا للغاية مع اهتمامٍ عميق بالعدالة الاجتماعية، كما كان لغويًا موهوبًا منذ سن مبكرة، تعلم أن يتكلم الفرنسية بطلاقة، ومن ثم الألمانية والإسبانية. تعلّم بعض الروسية والصينية بوقت لاحق خلال حياته. كوّن سكيبر وجهات نظر سياسية بسن مبكرة نسبيًا، وبما أنه كان اشتراكيًا جادًا، وبعد دراسة وتعمّق على مدى فترة طويلة، ألحد. انجذب إلى الشيوعية النظرية وأصبح عضوًا في «أصدقاء الاتحاد السوفييتي»، وفي أواخر العشرينيات من القرن العشرين، سافر سكيبر مرتين بالقطار إلى الاتحاد السوفييتي. غيرت هذه الزيارات وجهات نظره السابقة الإيجابية عن الشيوعية السوفييتية وأبعدته عن هذا المسار. صرح والده في وقت لاحق أنه بعد زيارات تشارلز المتكررة إلى الاتحاد السوفييتي، بات يعتبر الشيوعية نوعًا من الفاشية لكن تحت ستار مختلف.
كان سكيبر طالبًا في كلية لندن للاقتصاد خلال الفترة الممتدة من عام 1926 إلى 1929، حصل بعدها على درجة بكالوريوس العلوم في الاقتصاد مع تخصص في علم الاجتماع. أكمل دراساته العليا وعاش خلالها في شقة في شارع غريت أورموند، في وسط لندن، مع أخته مابل ماري سكيبر التي كانت أيضًا طالبة في نفس الكلية. لم يكمل سكيبر دراسات الدكتوراه، لكنه عمل مدرسًا مساعدًا لعلم الاجتماع من عام 1930 إلى عام 1932. مُنح زمالة روكفلر سنة 1931.
خلال ما تبقى من ثلاثينيات القرن الماضي، دخل في شراكة تجارية قرب باريس، فتاجر بالتحف وأمضى وقته بسفرات تجارية بين فرنسا وبكين حيث عاش لفترة. أصبح مهتمًا جدًا بالفن الحديث واشترى لوحات من أعمال داسيلفا وماكس إرنست وغيرهما. سُرقت مجموعته من منزل العائلة خلال الحرب العالمية الثانية.

## خدمته خلال الحرب
تطوّع سكيبر عام 1939 للخدمة العسكرية وعُيّن لإدارة محطة البث الدعائي التابعة لوزارة الإعلام البريطانية في شنغهاي. عندما غزا اليابانيون شنغهاي، استطاع تجنب الوقوع بالأسر وقضى بعض الوقت في العمل مع المقاتلين الصينيين حتى أسره اليابانيون وأساؤوا معاملته وحكموا عليه بالسجن أربع سنوات بتهمة القيام بأنشطة معادية لليابان، بعد اتهامه بمساعدة 4 مشاة من البحرية الأمريكية على الهرب. مع ذلك، أعيد إلى وطنه ضمن صفقة تبادل الدبلوماسيين بين المملكة المتحدة واليابان في ديسمبر 1941. عاد سكيبر إلى إنجلترا في أغسطس من العام 1942 منهكًا ومريضًا، لكنه ظلّ بنفس الإصرار ونفس الروح.

## ضابط العمليات الخاصة
في أواخر صيف العام 1942، قدم سكيبر طلبًا للانضمام إلى العمليات الخاصة، وقُبل فيها على الرغم من سنه الذي كان يُعتبر قرب الحد الأعلى المسموح به. بدأ التدريب في مدرسة العمليات الخاصة البريطانية، إذ تعلم جوانب من التجارة مثل الملاحة واستخدام المظلات والقتل باستخدام الأسلحة أو بدونها وكيفية التصرف إذا استولي عليها، كما تعلّم عن المتفجرات وعمليات الهدم وأجهزة اللاسلكي والشيفرات وإطلاق النار بالمسدسات والبنادق، وتعلّم عن أسلحة العدو ليحسن التصرف إذا غنمها.
بأسماء وهمية متعددة منها هنري غدوارد و برنار وغيرها، هبط سكيبر في فرنسا بواسطة سلاح الجو الملكي البريطاني في الليلة 16-17 يونيو من عام 1943 لتنظيم دائرة جديدة للمقاومة، والتجسس في منطقة مرسيليا ستعرف لاحقًا باسم «دائرة الراهب». نُقل سكيبر مع زميلته ديانا رودن وزميلان لهما في طائرتين ليهبطوا مستخدمين المظلات في وادي لوار على بعد سبعة أميال شمال شرق أنجيه، فينضم إليه بعد ثلاثة أيام مشغل الراديو آرثر ستيل الذي أطلق عليه اسم «لوران». سافر سكيبر على مدى تسعة أشهر في منطقة مرسيليا متظاهرًا بأنه تاجر وقد استخدم أحد أسمائه المستعارة كغطاء. بنى سكيبر مجموعة تخريبية فعالة للغاية ونظم عددًا من أعمال التخريب المهمة. لوحظ أنه كان يقود العمليات شخصيًا ويتولى المهام الخطيرة المتمثلة بتلقي الإمدادات بالمظلات من إنجلترا. كان الهجوم على مصنع للزيوت الاصطناعية الحيوية للمجهود الحربي الألماني من بين العديد من أعمال التخريب التي قادها. دمّر المهاجمون ثلاثة خزانات نفط وأصابوا ستة بأضرار، كما قاد مهمة إغلاق نفق سكة حديد هام بالقرب من الحدود الإيطالية عبر إخراج قطار داخل النفق عن سكّته. في ليلة 13-14 أغسطس من العام 1943، انضم عميل جديد إلى فريقهم واسمه إليان بلومان. خلال أول أسبوعين من شهر يناير 1944، كانت «دائرة الراهب» التابعة لمنظمة سكيبر مسؤولة عن تدمير 31 قاطرة للسكك الحديدية، كما نظمت خلال شهر فبراير من العام 1944 خمس إسقاطات للأسلحة والذخيرة والمتفجرات بالمظلات، وفي 6 مارس من العام 1944 التقى بجاك سنكلير للانضمام إليه، فنظموا وقادوا مهمة ضخمة أدت إلى تدمير أكثر من 30 قاطرة في يوم واحد، وكان ذلك في 15 مارس من العام 1944.

## الخيانة والسجن
أُلقي القبض على سكيبر مع آخرين في 23 أو 24 أو 25 مارس من العام 1944 (تختلف التواريخ بحسب المصادر) في الشقة التي كان يقيم فيها مع أصدقاء فرنسيين من عائلة فيلفيل، بعد خيانة مواطن فرنسي يعمل لصالح الغيستابو. جرى التعرف على الخائن وأُعدم بعد الحرب.
عذّب الغيستابو أسراهم البريطانيين الثلاثة مستخدمين صدمات كهربائية قوية للغاية بين العينين وكانت النتائج سيئة لدرجة أنه عندما شاهدهم السجناء الفرنسيون لم يكن باستطاعتهم التعرف عليهم.عندما شوهد سكيبر في مكاتب الغيستابو ذكر أيضًا أنه غير قادر على التعرف على صديقه.

## مصيره
لم يُعرف مصيره بشكل دقيق، هناك من يقول أنه قتل أثناء إلقاء القبض عليه، وهناك من يقول أنه مات تحت التعذيب. يعتبر الرابع من أبريل 1944 هو التاريخ «الرسمي» لوفاته.

## الجوائز التي حصل عليها
مُنح رتبة الإمبراطورية البريطانية بعد وفاته في 28 فبراير 1946.
حصل على وسام صليب الحرب بعد وفاته مقدمًا من الحكومة الفرنسية، ووقّع عليه ديغول في 16 يناير من العام 1945. 

## تركته
اعتبر أنّه متوفٍ في 8 مايو من العام 1946، لكن التسجيل الرسمي للوفاة تأخر حتى أكتوبر من العام نفسه. ترك سكيبر وراءه «وصية الجندي» وقد أُعلن عنها رسميًا في 18 كانون الثاني من العام 1948. بلغت قيمة ممتلكاته بالكامل 38.035 جنيه إسترليني وهو مبلغ ضخم في ذلك الزمان. أوصى سكيبر أن يخصص جزء من تلك التركة لتعزيز علم الاجتماع في الجامعة التي تخرّج منها، فتبرعت والدته بمبلغ وقدره 20 ألف جنيه إسترليني أو ما يعادل نصف مليون في زمننا الحالي، لتطوير البحوث الاجتماعية من خلال إنشاء دار تشارلز سكيبر للبحوث الاجتماعية مع زمالة بحثية ومنح دراسية. لم ينجح المشروع للأسف، ولم يبقى للدار أي أثر وانمحى اسم سكيبر نهائيًا.